# Си Ен Тауър
Си Ен Тауър (на английски: CN Tower, Canada's National Tower) е сграда с височина 553,33 м и се намира в Торонто, Канада. Открита е на 26 юни 1976 г. До 2007 г. това е най-високата сграда в света.
Сградата е построена, за да изпълнява ролята на телевизионна кула. Освен това сградата разполага с общодостъпни тераси за изглед, въртящ се ресторант и развлекателен комплекс. Построена е в центъра на Торонто, до първия в света изцяло покрит стадион Роджърс център.
Си Ен Тауър е най-добре видимият символ и атракция на Торонто – вижда се от всяка точка на града и дачеч извън него. Сградата е начело на рекордите за такива обекти на Гинес от над 25 години. В слънчево време от сградата може да се наблюдава водопадът Ниагара и територии на САЩ зад езерото Онтарио.

## Конструкция
Обектът е проектиран и построен изцяло от канадски фирми, а изследванията са направени в Университета на Торонто. Авторите на проекта не са имали за цел да „бият“ рекорди, но изграждането на такъв висок обект се е наложило поради наличието на много небостъргачи в града и необходимостта от подобряване на радио- и телевизионния сигнал за голяма територия, в условията на липса или недостатъчно популярни други излъчвания на сигнала – сателитни и кабелни оператори. В крайна сметка, обаче, вече в процеса на строителството проектантите са „добавили“ няколко метра, за да направят кулата по-висока от телевизионната кула в Останкино (Москва).
Теренните и сеизмичните условия са позволили строителството да се извърши без твърде дълбоки основи – едва малко над 15 м.
Кулата е „стъпила“ на практика върху 3 бетонови „крака“, което е изисквало непрекъснато – 24-часово и целогодишно изливане на бетона. Поради суровите зимни условия в Канада използваният през зимните месеци бетон е бил подгряван. Използвани са общо 40,5 хил куб. м бетон. Тежината на целия обект се изчислява на 130 000 тона, а цената му на 63 млн. долара (по актуалните цени 300 млн.).
102-метровата мачта на върха е монтирана на части, като е използван хеликоптер – Сикорски Скайкрейн (наречен Олга).
Кулата е конструирана да бъде силно устойчива на вятър. При скорост 190 км/ч отместването нивото на ресторанта е около 30 см. Остъкляването на обекта е с двойни противокуршумни стъкла с дебелина между 6,4 и 9,5 мм.

## Функции
Си Ен Тауър се посещава годишно от над 2 млн. туристи. За целите на туризма преди няколко години в подножието на кулата са разработени кафенета, магазини и др. обекти.
Най-голямата атракция, обаче, си остава качването в най-високо разположените помещения. Използват се 6 високоскоростни асансьора (скорост 6 м/сек), с които качването на 346 м става за почти една минута. Край асансьорите преминава най-дългата стълба в света (2579 стъпъла), която не е достъпна за туристи. Веднъж годишно по 1769 стъпъла се провежда спортно качване, наречено Юнайтед Уей, като рекордът е 7 мин. и 52 сек.
На 447 м е разположена залата за изгледи, от която при ясно време се вижда на далечина от 160 км. Ресторантът се намира на височина 351 м и извършва един оборот (360°) за 72 мин. Под него, на 346 м височина се намира кафене за 500 посетители. Под кафенето се намира зала със стъклен под (23,8 кв. м).